# Avenue François-Bernard Verboven

L’avenue François-Bernard Verboven est une rue bruxelloise de la commune d'Auderghem qui relie l'avenue Gustave Demey et la place Édouard Pinoy sur une longueur de 90 mètres.

## Historique et description
Le 13 juillet 1928, le collège a voulu commémorer le souvenir d’un maître d’école en donnant le nom de François Verboven à l’une des trois rues du quartier Pré des Agneaux que la Société Immobilière, Financière et d’Entreprises Industrielles venait de terminer.
- Premier permis de bâtir délivré le 29 décembre 1928 pour le no 20.

### Biographie
Il habitait chaussée de Wavre, no 638 d'antan. 
Il fut nommé enseignant principal de l’unique école communale pour garçons d’Auderghem (1885 : 2.750 habitants). Située dans la maison communale-même, l'école de garçons se composait de trois locaux abritant 200 écoliers. Ce même bâtiment accueillait aussi les filles. Situé sur la chaussée de Wavre, entre les actuels boulevard du Souverain et la rue Émile Idiers, il fut démoli vers 1970.
L'entrée principale desservait la maison communale, les entrées latérales une l'école des garçons, l'autre l'école des filles.
Jadis, d'après une décision du conseil du 4 octobre 1886, l’enseignement était donné dans l’école primaire au premier degré en néerlandais ; dans le degré suivant, dans les deux langues nationales ; dans le troisième degré, en français et ce jusqu'en 1914.
Verboven accepta durant quelques mois, en 1909, d’exercer les fonctions de secrétaire communal. 
Il décéda à Auderghem, le 5 novembre 1913.

## Situation et accès
| ___ | Ce site est desservi par la station de métro : Demey. |